# Shennongjia
O distrito florestal de Shennongjia (神农架林区 ; pinyin : Shénnóngjià Línqū) é uma subdivisão administrativa da Província de Hubei, na China. É administrado diretamente pela província.
Aqui localiza-se a Reserva Natural de Shennongjia, estabelecida em 1986, em uma região montanhosa coberta de florestas e de difícil acesso.

## UNESCO
Foi inscrito como Patrimônio Mundial da UNESCO em 2016 por: "proteger o maior remanescente de florestas primárias da China central e prover habitat para muitas espécies raras de animais, como a salamandra-gigante-da-china, o Macaco-dourado, o leopardo nebuloso, o leopardo comum e o  urso-negro-asiático. Esse local é objeto de expedições para coleta de plantas e pesquisa botânica desde o século XIX."

## Ligações Externas
- Site do governo
- (em inglês) UNESCO
- (em francês) Uma visita à região, Radio China Internacional, 4 de dezembro de 2002